# Kirchbachspitze
Die Kirchbachspitze bzw. der Kirchbachspitz ist ein 3053 m s.l.m. hoher Berggipfel in der Texelgruppe, einem in der italienischen Provinz Südtirol liegenden Teil der Ötztaler Alpen. Die Erhebung ist im Naturpark Texelgruppe unter Schutz gestellt. In Kartenwerken und der Führerliteratur wird der Gipfel oft mit dem südwestlich vorgelagerten Kirchbachkreuz (2950 m, 46° 41′ N, 11° 0′ O) vermengt, das durch markierte Steige und sein großes Gipfelkreuz touristisch bedeutender ist.

## Lage und Umgebung
Die Südflanke der Kirchbachspitze dominiert zwar den Naturnser Sonnenberg, aber der Gipfel selbst ist wenig prominent. Es handelt sich im Grunde nur um einen markanten Geländepunkt, der nahezu ohne Einschartung von der nur 500 m Luftlinie entfernten 3175 m hohen Gfallwand im Norden und der 3081 m hohen Lahnbachspitze im Osten überragt wird. Mit diesen Gipfeln, die Richtung Nordosten ins Zieltal abfallen, ist die Kirchbachspitze über Grate verbunden. Ein weiterer Grat löst sich vom Gipfel Richtung Südwesten zum 2950 m hohen Kirchbachkreuz und weiter zum Kleinen Jöchl, wo er langsam über den Sonnenberg ins vordere Schnalstal abfällt. Die Grate bilden außerdem zusammen mit der Kirchbachspitze die Begrenzung der Gemeinden Naturns (im Süden), Partschins (im Osten) und Schnals (im Westen).

## Anstiege
Die Kirchbachspitze kann auf mehreren Wegen bestiegen werden, bei denen jedoch immer mindestens 1340 Meter Höhenunterschied überwunden werden müssen und deshalb eine gute Kondition erforderlich ist. Nachfolgend werden die wichtigsten Aufstiegsmöglichkeiten beschrieben:
Der kürzeste und leichteste Anstieg beginnt am Dickhof, der am Osthang des Schnalstals liegt, und führt zunächst durch den Wald zur Dickalm und zur Moaralm. Nun folgt man Weg Nr. 10A über Almböden zu den Geröllfeldern Im Gfall, wo der Weg immer steiler werdend bis zum Kirchbachkreuz führt. Von hier kann man über einen unmarkierten Steig über einen leicht ausgesetzten Grat zum Gipfel gehen.
Geübte können auch vom Schnatzhof aus über den markierten Steig Nr. 6 zum Kirchbachkreuz aufsteigen oder von Giggelberg aus zuerst  Zielspitze und Lahnbachspitze überschreiten und dann erst zum Gipfel der Kirchbachspitze gehen.